# Kruszewo (Żuromin)
Pour les articles homonymes, voir Kruszewo.

Kruszewo (prononciation : [kruˈʂɛvɔ]) est un village polonais de la gmina de Żuromin dans le powiat de Żuromin de la voïvodie de Mazovie dans le centre-est de la Pologne.
Il se situe à environ 5 kilomètres au sud-ouest de Żuromin (siège de la gmina et de la powiat) et 120 kilomètres au nord-ouest de Varsovie (capitale de la Pologne).
Le village possède une population d'environ 140 habitants.

## Histoire
De 1975 à 1998, le village appartenait administrativement à la voïvodie de Ciechanów.